# Intruz (film 1989)
Intruz (tytuł oryg. Intruder; alternatywny tytuł polski Szaleniec) – amerykański film fabularny z 1989 roku w reżyserii Scotta Spiegela, oparty na krótkometrażowym projekcie Spiegela Night Crew (1979). W rolach głównych wystąpili Dan Hicks, Renée Estevez, Elizabeth Cox i David Byrnes, mniejsze role odegrali bracia Sam i Ted Raimi oraz Bruce Campbell. Fabuła skupia się na losach terroryzowanych przez mordercę pracowników supermarketu. Światowa premiera filmu miała miejsce w styczniu 1989. Latem 2005 roku wydano wersję reżyserską obrazu, dłuższą od oryginału o pięć minut scen gore.

## Obsada
- Elizabeth Cox – Jennifer Ross
- Renée Estevez – Linda
- Dan Hicks – Bill Roberts
- David Byrnes – Craig Peterson
- Sam Raimi – Randy
- Eugene Robert Glazer – Danny
- Billy Marti – Dave
- Burr Steers – Bub
- Craig Stark – Tim
- Ted Raimi – Joe, pracownik działu produkcji
- Bruce Campbell – oficer Howard
- Lawrence Bender – oficer Adams
- Scott Spiegel – dostawca pieczywa